# 原田聡明
原田 聡明（はらだ としあき、1955年6月29日 - ）は、日本の映画監督・脚本家。

## 出身地
- 群馬県群馬郡榛名町（現・高崎市）

## 学歴
- 東京経済大学卒業

## 略歴
- 1979年、にっかつ芸術学院入学。
- 1980年、にっかつ編集所入社。
- 1990年、第39回衆議院議員総選挙に東京10区から地球維新党公認で立候補するが落選。
- 1990年、「すっぽんぽん」で監督デビュー
- 1994年、「リップスチック・堕ちていく女」の脚本を執筆。

## 主な作品
- 「すっぽんぽん」
- 「島国根性」
- 「首領への道」（オリジナルビデオ版の脚本を担当）